# 杉浦佳子
杉浦 佳子（すぎうら けいこ、1970年12月26日 - ）は、静岡県出身の女子自転車ロードレースおよびパラサイクリング C2→C3（高次脳機能障害など）・トライアスロン選手である。総合メディカル株式会社に所属。野口 佳子（のぐち けいこ）の名前で活動していた時期もあるが、2019年頃から現在の名前で活動している。
2021年開催の東京パラリンピック 自転車競技 金メダリスト。
息子はプロロードレーサーの野口悠真。

## 来歴

### 生い立ち
1970年12月26日生まれ、静岡県小笠郡城東村出身。合併により城東村が大東町となって以降も、そのまま大東町にて育つ。町内の大東町立中小学校を経て、大東町立城東中学校を卒業した。静岡県立掛川西高等学校を経て、東北薬科大学に進学した。しかし、在学中に妊娠し、出産することになったため、東北薬科大学を中途退学した。以降は夫とともに東京都で暮らすことになる。夫は高校時代の同級生だったが、当時はまだ大学生であったため、乳児を抱え生活は貧窮した。子供を育てながら再び受験勉強に励み、北里大学薬学部へ進学した。

### 薬剤師として
大学卒業後は、薬剤師・スポーツファーマシストとして働きながら、趣味でトライアスロンやロードレースに参加。
2016年4月、静岡県で行われたロードレース大会のレース中に落車し、脳挫傷、外傷性くも膜下出血、頭蓋骨・鎖骨・肋骨・肩甲骨を粉砕骨折、三半規管損傷を負う。医師からは治らないと言われた容態は乗り切ったものの、高次脳機能障害が残る。リハビリ中に知人からパラサイクリングを勧められ、2017年3月に実業団レース 宇都宮クリテリウム&ロードレースにて復帰。

### パラサイクリング選手として
その後パラサイクリング選手として登録。初年度の2017UCIパラサイクリング・ロード世界選手権のタイムトライアルで優勝し、注目を浴びる。2018年8月のUCIパラサイクリング・ロード世界選手権2018のロードレース女子C2クラスでも優勝した。
2018年UCIパラサイクリングロード世界選手権のロードレース優勝をはじめとする、今シーズンの活躍によりUCI（国際自転車競技連合）による年間表彰「パラサイクリング賞」の受賞者の1人に選ばれた。なお当該の賞は日本人として初の受賞である。
2018年内に離婚を経験し、2019年頃からは野口姓から杉浦姓を使用している。
2021年開催の東京パラリンピックの日本代表に選出され、パラリンピック初出場。8月25日、伊豆ベロドロームで行われた女子個人パシュートC1-3では日本記録を更新する4分2秒834のタイムを記録するも予選敗退。同月27日の女子500mタイムトライアルC1-3でも日本記録を更新し、39秒869のタイムで4位入賞を果たした。同月31日、富士スピードウェイで行われた女子個人ロードタイムトライアルC1-3では、ロードを得意とする杉浦の実力を存分に発揮。2位のアンナ・ベク（スウェーデン）に22秒27の大差をつける25分55秒76のタイムでゴールし、今大会の日本女子選手第1号となる金メダルを獲得した。50歳でのパラリンピック金メダル獲得は、日本人選手過去最高齢である。また、9月3日の女子個人ロードレースでも1時間12分55秒のタイムで金メダルを獲得し、日本自転車史上初となる同一大会2冠を達成した。
2024年開催のパリパラリンピックの日本代表にも選出された。日程前半は持病の喘息の発作もあり、目だった成績をあげられなかったが、自転車競技最終日の9月7日に開催された女子個人ロードレース（56.8km）で、1時間38分48秒で優勝。パラリンピック2連覇を達成した。また、53歳でのパラリンピック金メダルは、自身の持つ最年長記録を更新した。

## 人物

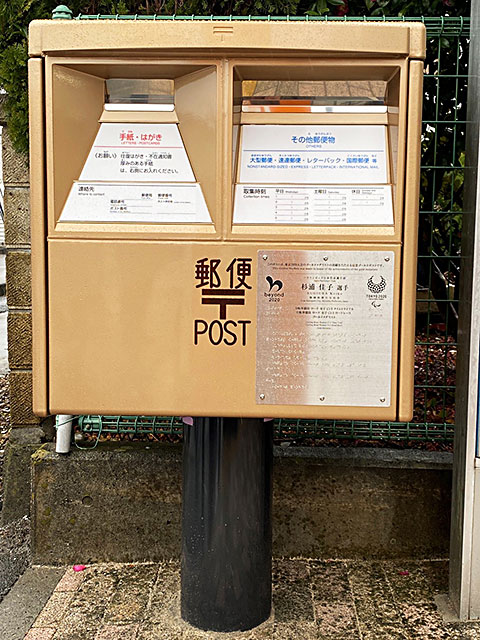
中村郵便局のゴールドポスト

- 右半身の麻痺のうち、右手はかなり回復しており、動作がやや遅いものの箸󠄀や筆記具を扱うことができるようになっている。ただ、握力の関係で自転車のブレーキのかかりが悪いため、競技用の自転車では左右のブレーキを入れ替えている。パラサイクリング選手としてのクラスも、当初はC2だったところから、2021年時点ではより軽いC3になっている[25]。
- ロードレースでの事故の記憶は全くない。病院に入院していた時も自覚がなく、体に繋がっていた管を全部抜いて、トライアスロン大会に行こうとICUから抜け出してから倒れてしまったことがあったという[25]。
- 東京パラリンピックで金メダルを獲得したロードレースの競技後のインタビューで、具体的な年齢について触れられた際、「あっ、また50歳って言いましたね。でも、最年少記録は二度と作れないけど、最年長記録はまた作れますよね……やばい、また調子に乗ってすごいことを言っちゃった」と発言し、話題を呼んだ[20]。

- 東京パラリンピック 自転車競技 女子個人ロード タイムトライアル・ロードレースC1-3において金メダルを獲得した功績をたたえ、2022年2月10日、静岡県掛川市の中村郵便局前に記念のゴールドポスト（第69号）が設置された（ゴールドポストプロジェクト[26]）。

## 主な戦歴

### 2017年
2017UCIパラサイクリング・ロード・ワールドカップ大会第2戦
- 5月18日 WC3 Time Trial 3位
- 5月21日 WC1-3 Road Race 3位

2017UCIパラサイクリング・ロード世界選手権（南アフリカ・ピータープリッツバーグ）
- 9月1日 WC3 Time Trial 1位
- 9月3日 WC3 Road Race 3位

### 2018年
第7回パラサイクリング・アジア・トラック選手権大会
- 2月17日 WC3 500m Time Trial 1位、WC3 個人パシュート 1位

2018パラサイクリング・トラック世界選手権大会
- 3月23日 WC2 500m Time Trial 4位

2018UCIパラサイクリング・ロード・ワールドカップ（オステンド）
- 5月4日 WC2 Time Trial 1位
- 5月6日 WC2 Road Race 1位

2018UCIパラサイクリング・ロード・ワールドカップ（エメン）
- 7月6日 WC2 Time Trial 1位
- 7月8日 WC2 Road Race 1位

UCIパラサイクリング・ロード世界選手権
- 8月3日 WC2 Time Trial Race Distance : 13.6km 2位
- 8月6日 WC2 Road Race Race distance : 54.4km 1位

2018UCIパラサイクリング・ロード・ワールドカップ（べ・コモ）
- 8月17日 WC2 Time Trial Race distance : 18.9km 1位
- 8月19日 WC2 Road Race Race distance : 5 laps - 47.3 km 1位

Indonesia 2018 Asian Para Games (INAPG 2018)
- 10月11日 Women's C2-5 Individual Pursuit 3000M 1位
- 10月13日 Women's C1-2-3 500M 2位

### 2019年
UCIパラサイクリング・トラック世界選手権大会
- 3月14日 WC3 3km IP 9位、
- 3月15日 WC3 500m Time Trial 2位
- 3月17日 M/WC1-5 750m team SP 15位

2019UCIパラサイクリング・ロード・ワールドカップ（オステンド）
- 5月17日 WC3 500m Time Trial 5位
- 5月19日 WC3 Road Race DNF

2019UCIパラサイクリング・ロード・ワールドカップ（べ・コモ）
- 8月9日 WC3 Time Trial 1位
- 8月11日 WC3 Road Race 2位

UCIパラサイクリング・ロード世界選手権
- 9月12日 WC3 Time Trial 2位、distance 20.8km
- 9月14日 WC3 Road Race 2位、distance 51.8km

全日本自転車競技選手権大会－パラサイクリング・トラック/オムニアム（JKA250）
- 9月28日 500mタイムトライアル(WC3) 1位、41秒650(日本新)
- 9月28日 3km個人パーシュート(WC3) 1位、4分08秒696(日本新)

### 栄典
- 2021年 - 紫綬褒章[36][37]
- 2024年 - 紫綬褒章飾版[38]

### 註釈
1. ↑  静岡県小笠郡城東村は、大浜町と合併し、1973年に大東町が設置された。
2. ↑  静岡県小笠郡大東町は、掛川市、大須賀町と合併し、2005年に掛川市が設置された。
3. ↑  大東町立中小学校は、2005年に掛川市立中小学校に改称された。
4. ↑  大東町立城東中学校は、2005年に掛川市立城東中学校に改称された。
5. ↑  東北薬科大学は、2016年に東北医科薬科大学に改称された。